# (9344) Klopstock
(9344) Klopstock – planetoida z pasa głównego asteroid okrążająca Słońce w ciągu 3,64 lat w średniej odległości 2,36 j.a. Odkryli ją Freimut Börngen i Lutz Schmadel 12 września 1991 roku. Nazwa planetoidy pochodzi od Friedricha Gottlieba Klopstocka (1724–1803) – niemieckiego poety.